# Quadrato antimagico
Si dice quadrato antimagico di ordine n (intero positivo) uno schieramento degli interi da 1 a n² in una matrice n × n tale che le somme ottenute dalle sue n righe, dalle sue n colonne e dalle sue due diagonali formano una sequenza di 2n + 2 interi consecutivi. I quadrati antimagici più ridotti sono i due seguenti di ordine 4.
| 2  | 15 | 5  | 13 |
| 16 | 3  | 7  | 12 |
| 9  | 8  | 14 | 1  |
| 6  | 4  | 11 | 10 |

| 1  | 13 | 3  | 12 |
| 15 | 9  | 4  | 10 |
| 7  | 2  | 16 | 8  |
| 14 | 6  | 11 | 5  |

Per entrambe queste matrici le somme di righe, colonne e diagonali forniscono i dieci interi consecutivi da 29 a 38.
L'insieme dei quadrati antimagici è propriamente contenuto in quello degli eteroquadrati, ai quali si chiede solo di avere le somme delle righe, delle colonne e delle diagonali tutte diverse.
Attualmente rimangono senza risposta varie questioni sui quadrati antimagici. 
- Esiste una dimostrazione semplice della non esistenza di quadrati antimagici di ordine 3?
- Esistono quadrati antimagici per tutti gli ordini maggiori di 3?
- Quanti sono i quadrati antimagici dei diversi ordini?